# 升降機 (體育)

德國球會紐倫堡，自 1963年以来經歷7次升班和8次降班。

升降機（英語：Yo-yo club）是一項體育用語，比喻那些在有升降班制度的賽事中不斷反覆升班及降班的球隊。通常，升降機每次升級後都會保留原有班底而不會大肆增兵，導致競爭力嚴重不足而降級；但升降機每次降級，常常也會以高於其他對手的實力奪得升級資格。
英語中的「Yo-yo Club」顧名思義，則是以溜溜球上上下下來專指在英國足球，特別是英超聯賽中不斷升降班的球隊，例如已經經歷6次降級5次升級的諾域治為目前的英超紀錄，西布朗以5次升級5次降級緊追在後。

## 世界各國著名升降機

### 英格蘭
造成英超升降機活躍的一個重要原因是，英超有一條幫助降級球隊不讓他們硬著陸後崩盤，並協助他們早日重返英超的降落傘條款。這條條款提供一定期限、一定比例的金流補助（舊制為4年固定金額，2016/17開始的新制為3年浮動金額，並且如果只待1季就又掉下去就沒有第3年補助）讓這些球隊在英冠有著很大的優勢。

#### 伯明翰
伯明翰城在英格蘭頂級聯賽中，晉級和降級的次數超過其他任何一支英格蘭球隊，他們總共經歷了12次晉級和12次降級。
伯明翰城在一個聯賽停留最長時間是在1921年至1939年間的英甲聯賽中，長達18年。他們的下一個停留最長時間是在1955年至1965年間的英甲聯賽，也是10年之久。伯明翰城於1892年進入英乙聯賽，並在1894年晉級英甲聯賽，於1896年降級。他們的下一次晉級是在1901年，隨即於1902年降級，並於1903年再次晉級。這一次他們在英甲聯賽中持續了五年，然後在1908年降級。接下來的70年中（包括兩次世界大戰的休戰期間），伯明翰城的情況相對穩定，只有三次降級和四次晉級。在他們第七次降級後的1979年，他們在第一次嘗試中就成功晉級；同樣的情況在1984年和1985年再次發生，但在他們第九次降級後的1986年，他們在頂級聯賽外度過了16年。在這16個賽季中，伯明翰城曾兩次分別在英冠聯賽中度過了一段時間：從1989年至1992年（三個賽季），以及從1994年至1995年（一個賽季）。
他們於2002年首次晉級到英超聯賽。他們在英超聯賽的首個賽季持續四年，但在2006年至2009年的四年間，他們兩次降級和兩次晉級。在2011年，他們再次降級，這是自1979年以來第八次發生這種情況。其中六次降級發生在首兩級之間，而兩次降級發生在第二和第三級之間。自2011-12年賽季開始，他們一直在英冠聯賽中。

#### 白禮頓
白禮頓在1958年以來的53年中，他們經歷降級九次並晉級十次。白禮頓是1920年英格蘭足球聯賽第三級（1921年起更名為南部第三級聯賽）的創始成員，他們在該級別（包括第二次世界大戰的休戰期間）待了31個賽季（共38年）。自1958年以來，他們在任何一個聯賽中度過的最長時間是從1965年到1972年的七年間，在南部第三級聯賽中。
1958年首次晉級到英格蘭足球聯賽第二級後，他們在1962年和1963年連續降級，首次進入第四級聯賽（第四級聯賽始於1958年）。16年後的1979年，他們首次晉級到頂級聯賽，但17年後的1996年，他們又降至英格蘭足球聯賽第四級（現稱為英乙聯賽）。
在2001年至2006年的六年間，白禮頓經歷了三次晉級和兩次降級，最終進入第三級聯賽（現稱為英甲聯賽），並於2011年首次晉級到英冠聯賽。
2017年，白禮頓終於在34年後再次晉級到頂級聯賽，以英冠聯賽第二名的成績獲得自動晉級。

#### 般尼
自1888年以來，般尼已經晉級了十二次，也降級了十二次。他們的首次降級是在1896/97賽季，從甲級聯賽降至乙級聯賽，但在下一個賽季以乙級聯賽冠軍晉級，然後兩年後的1900年再次降級。1913年，他們再次晉級到頂級聯賽，一直持續到1930年，然後再次降級。1947年，他們回到甲級聯賽，並在那裡度過了幾十年，直到1971年被降級，兩年後的1973年再次晉級。
1976年，他們回到了乙級聯賽，1980年進一步降級到了丙級聯賽，並在那裡度過了兩個賽季，然後在1982年晉級到乙級聯賽，但在1983年又降級到丙級聯賽。1985年，他們在丙級聯賽中排名第21位，被降級到第四級聯賽，並在1987年獲得聯賽歷史最低排名第22 位。他們在第四級聯賽中度過了七個賽季，之後隨著職業聯賽的重組而升入第二級聯賽。
1994年，他們晉級到第二級聯賽，即英甲聯賽，並在下個賽季晉級。直到2000年，般尼才再次回到英甲聯賽，從2004-2005賽季開始被稱為英冠聯賽。他們在那裡待了九年，然後在2010年首次晉級到英超聯賽，但只在一個賽季後於一年後回到英冠聯賽。2014年再次晉級到英超聯賽，但在2015年降級，然後在2016年回升，一直持續到2022年再次降級。2023年他們贏得英冠聯賽冠軍，並再次在2023-2024賽季晉級。

#### 甘士比

甘士比自 1892–93球季至今在英格蘭各級聯賽升降圖

甘士比是英格蘭足球史上升降級最頻繁的球隊，他們在歷史上總共升降級了32次，其中包括15次升級和17次降級，還在1921年從南部第三級聯賽轉移到了北部第三級聯賽。
他們在同一個聯賽中連續待在最長的時間是8年，也就是在1892年至1901年間，他們是英格蘭第二級聯賽的創始成員之一。
甘士比近年較多時間於第四級別的英乙聯賽角逐，曾於2009/10及2020/21降班至第五級別英格蘭足球全國聯賽，並分別於2016年及2022年重返英乙賽場。
升班年份：1901年，1911年，1926年，1929年，1934年，1956年，1962年，1972年，1979年，1980年，1990年，1991年，1998年，2016年，2022年。
降班年份：1903年，1910年，1920年，1932年，1948年，1951年，1959年，1964年，1968年，1977年，1987年，1988年，1997年，2003年，2004年，2010年，2021年。

#### 侯城
侯城曾於2008年、2013年和2016年升入英超，並在2010年、2015年和2017年降級至英冠。5個賽季最高名次僅有第16名。

#### 李斯特城
李斯特城在1994年至2004年之間有三個不同的英超聯賽期間，最長時期為六年（1996年至2002年），但其他兩個期間只有一年（1994-1995年和2003-2004年）。在前兩次降級之後，他們每次只花一個賽季就重返英超聯賽，但在2004年降級後，他們離開頂級聯賽度過了十個賽季，直到2014年才晉級回來。在2008年，他們首次降級到英甲聯賽，但他們在一個賽季後就重返英冠聯賽。球隊最終在2013-2014賽季重返英超聯賽，總共在20年內進行了五次晉級和三次降級。2014-2015年度球季李斯特城闊別英超十年後首次在英超角逐，在2015-2016賽季贏得首個英超冠軍。然而他們在2022-2023賽季結束時再次降級，接著於2023-2024賽季贏得英冠聯賽冠軍升班。

#### 諾域治
作為英超創始會員，金絲雀6次降級領放群雄，5次升級也跟西布朗平分秋色，並於2018/19～2021/22連年與富咸互換位置。

#### 富咸
4次升級、3次降級，且於2018/19～2021/22連年與諾域治互換位置。

#### 西布朗
英超5次升級、5次降級。2004/05曾上演史詩級的保級大戰。5段英超旅程中只有2010/11～2017/18比較穩定持久。

#### 屈福特
英超4次升級、4次降級。

#### 新特蘭
英超4次升級、4次降級。2007/08～2016/17這隻黑貓上演九命怪譚，但最終降回英冠且2017/18更再墜入英甲，直到2021/22才靠著附加賽爬回英冠。

#### 打吡郡
打吡郡英超2次升級、2次降級。2007/08創下英超最慘烈的多項紀錄後，公羊成為參與英冠最多球季的球隊。2021/22被大幅扣分而落入英甲。

#### 曼城
曼城於英超史上曾經歷2次降班、2次升班。1995/96英超球季以第18名首次從英超降班，於次級聯賽英甲打滾四個球季才於1999/2000英甲球季以第2名升班重返英超賽場，接著經歷升降機球季，2000/01英超球季第18名降班英甲，2001/02英甲球季第1名重返英超。

#### 曼聯
曼聯在上世紀數次降班歷史中，曾經歷2次升降機。1936/37英甲球季曼聯以第21名降班英乙聯賽，次季成功從英乙升班。直至七十年代初曼聯再次於護級邊緣掙扎，1972/73英甲球季僅以第18名完成，最終於1973/74英甲球季以第21名降班英乙聯賽 ，繼1938年後再次降落乙組。然而曼聯1974/75僅花一個英乙球季時間便重返英甲聯賽。

### 德甲

#### 科隆
德甲6次降級、6次升級。

### 西甲
華歷簡奴、華拉度列、馬拉加、馬略卡、梅西亞、紐文西亞、愛斯賓奴、基達菲、利雲特等等

### 意甲
卡利亞里、卡坦尼亞、摩德納、錫耶納、帕爾馬、利禾奴、熱拿亞、賓尼雲圖、費辛隆尼、維羅納等等

### 日甲
橫濱FC，2020年後浮沉於 日職 和 日乙 之間

### 港超
港會、和富大埔等等

### 沙特阿拉伯
艾哈森足球會 5季內 隔年遊走 沙特職 和 沙特甲

### 波蘭
羅茲體育會

### 保加利亞
伊塔爾足球會